# Ala Gertner
Ala Gertner (ur. 12 marca 1912 w Będzinie, zm. 6 stycznia 1945 w Auschwitz-Birkenau) – żydowska uczestniczka ruchu oporu w obozie Auschwitz-Birkenau. Jedna z czterech kobiet, które powieszono w KL Auschwitz za rolę w buncie Sonderkommando, który miał miejsce 7 października 1944.

## Życiorys
Urodziła się w zamożnej rodzinie będzińskich Żydów, ukończyła miejscowe gimnazjum. Po wybuchu II wojny światowej do jesieni 1940 mieszkała w domu rodzinnym, w połowie października otrzymała nakaz zgłoszenia się 28 października 1940 do punktu zbornego na stacji kolejowej w Sosnowcu, skąd została przetransportowana do obozu pracy w Greppersdorf (Rzędziwojowice) przy budowie autostrady. Obóz ten podlegał organizacji Schmelt, która świadczyła pracę na rzecz III Rzeszy w oparciu o niewolniczy system pracy zatrudniając więźniów. Ponieważ Ala Gertner znała biegle język niemiecki, została przydzielona do biura. Tam poznała swojego przyszłego męża Bernarda Holtza. W 1941 powróciła do Będzina, od maja 1942 mieszkała w tamtejszym getcie i pracowała w biurze należącym do Mojżesza Merina. 22 maja 1943 w getcie sosnowieckim poślubiła Bernarda Holtza, zamieszkali w tzw. małym getcie będzińskim na Kamionce. Na początku sierpnia 1943 znalazła się w grupie Żydów przetransportowanych do Auschwitz-Birkenau. Ponieważ była młoda i zdrowa podczas selekcji została zatrudniona przy sortowaniu odzieży pozostałych po zamordowanych więźniach, tam zaprzyjaźniła się z Różą Robotą, która uczestniczyła w ruchu konspiracyjnym. Z magazynu odzieży obie zostały przeniesione do pracy w fabryce amunicji „Union” w Monowicach, skąd przemycały proch dla Sonderkommando, a który miał posłużyć do wysadzenia krematorium. Wynosiły go w małych woreczkach umocowanych po wewnętrznej stronie sukienki, w węźle chustki na głowie, pod paznokciami i na dłoniach. Do grupy zaangażowanej w wynoszenie prochu należały również Regina Safirsztajn, Róża Grunapfel Meth, Hadassa Złotnicka, Marta Bindiger, Genia Fischer, Inge Frank, Anna Heilman, Estera (Estusia) Wajcblum i inne więźniarki. Bunt w Sonderkommando w Krematorium IV wybuchł 7 października 1944, zostało ono częściowo zniszczone, ale akcja zakończyła się niepowodzeniem, zginęło wielu więźniów, którzy podjęli próbę ucieczki. Wśród zadenuncjowanych więźniarek znalazły się Róża Robota, Ala Gertner, Regina Safirsztajn i Estusia Wajcblum. Zostały uwięzione w bunkrze karnym w centralnej części obozu i były tam przez miesiąc torturowane, ale nikogo nie wydały. Wyrok śmierci poprzez powieszenie wykonano 6 stycznia 1945, była to ostatnia egzekucja publiczna na terenie obozu.